# Festival dei beni confiscati alle Mafie
Il Festival dei beni confiscati alle Mafie è una iniziativa partita nel 2012, dall'Assessorato alle Politiche Sociali del Comune di Milano in collaborazione con vari soggetti pubblici e privati. Questa iniziativa si inserisce nel contesto dello sforzo sociale del riutilizzo dei beni confiscati alle varie mafie, propugnato da vari personaggi pubblici tra cui Roberto Saviano, Rita Borsellino, Maurizio Braucci, Paolo Berizzi ed associazioni come Libera. Associazioni, nomi e numeri contro le mafie e da cantanti o gruppi musicali come Nina Zilli, Il Parto delle Nuvole Pesanti e 'A67.

## Storia

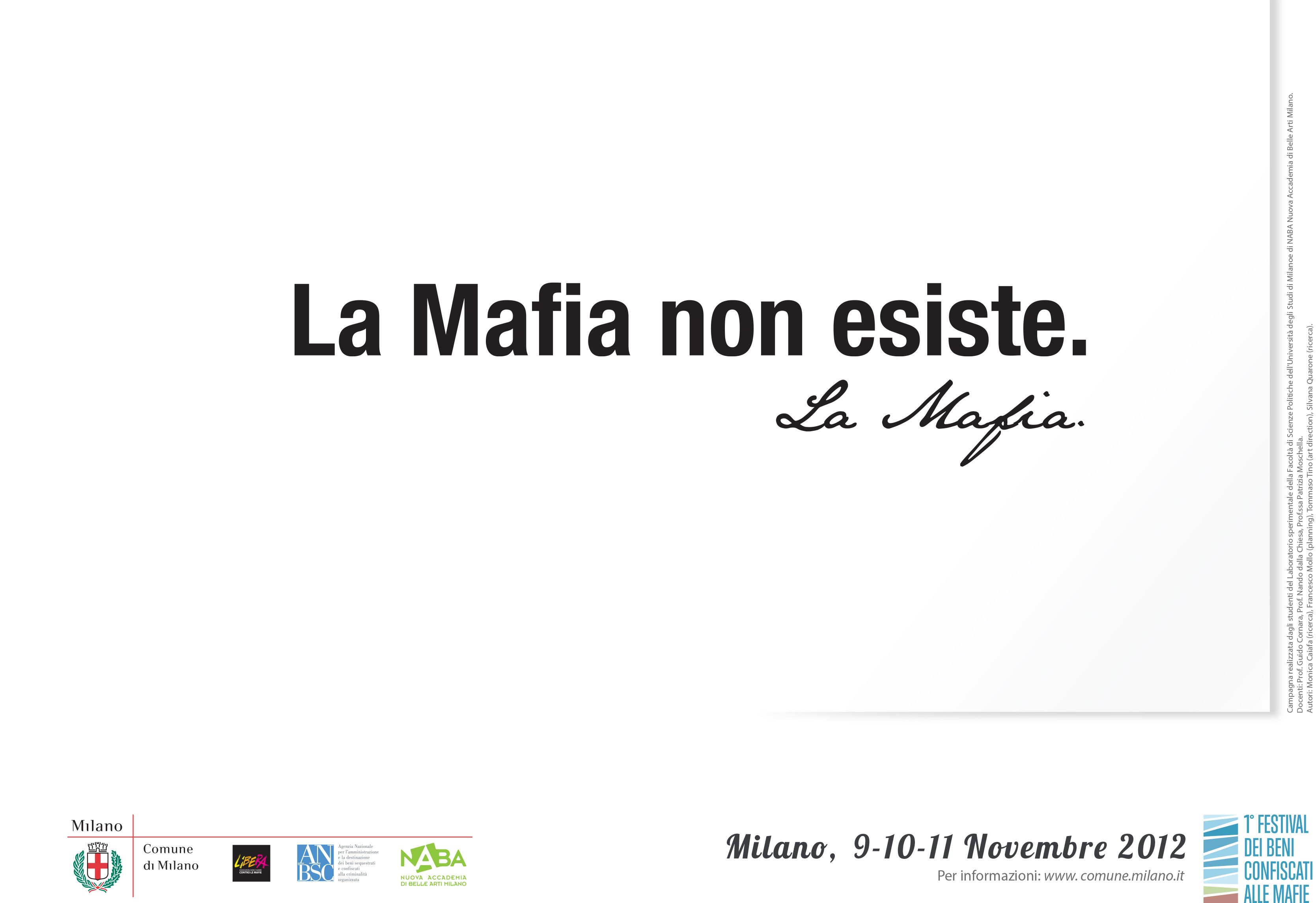
Il manifesto, ideato da Tommaso Tino, simbolo della campagna 2012 del Festival dei beni confiscati alle Mafie

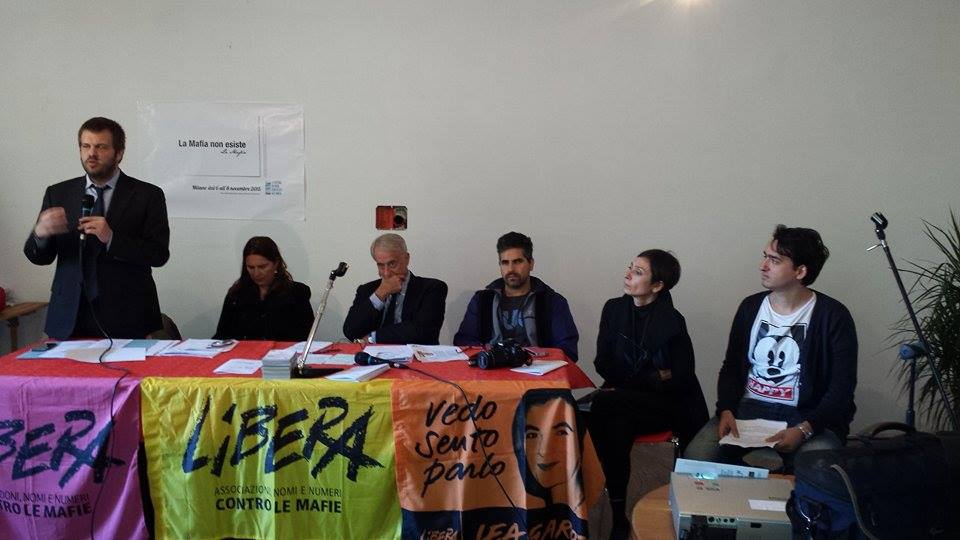
Presentazione della edizione 2012 del Festival dei beni confiscati alle Mafie

Il festival è nato nel 2012 e l'intenzione dichiarata è di contribuire all'utilizzo dei beni confiscati alle mafie in tutta Italia, sensibilizzando la popolazione e le autorità con iniziative, convegni e mostre. 

### 2012

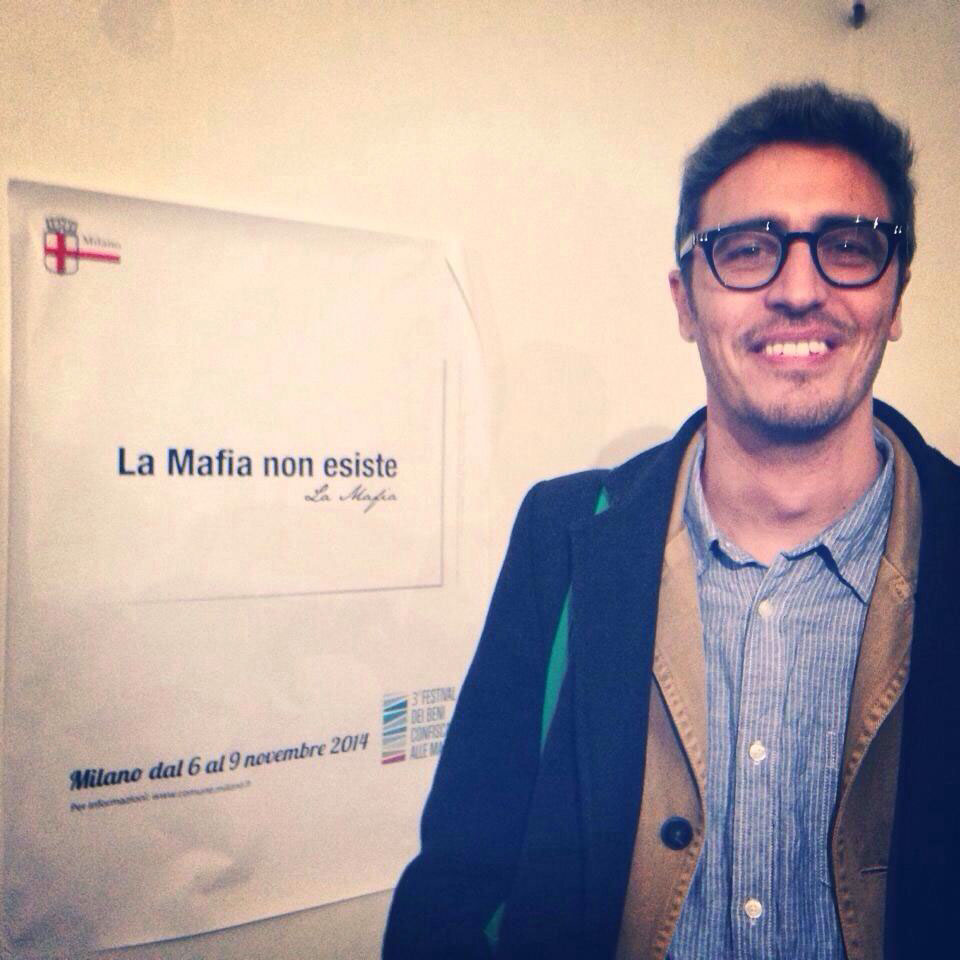
L'attore e conduttore Pierfrancesco Diliberto, in arte Pif, al Festival dei beni confiscati alle Mafie - 2012

L'edizione 2012 è stata promossa dalla Nuova Accademia di Belle Arti, attraverso la campagna La mafia non esiste - Firmato: la Mafia; a tale scopo è stato promosso un concorso con finaliste dieci proposte diverse con autori Tommaso Tino (Art Director) e Francesco Mollo, studenti del Triennio di Graphic Design e Art Direction NABA, in collaborazione con Silvana Quarone e Monica Caiafa della Facoltà di Scienze Politiche. Il senso della campagna era:

### 2013

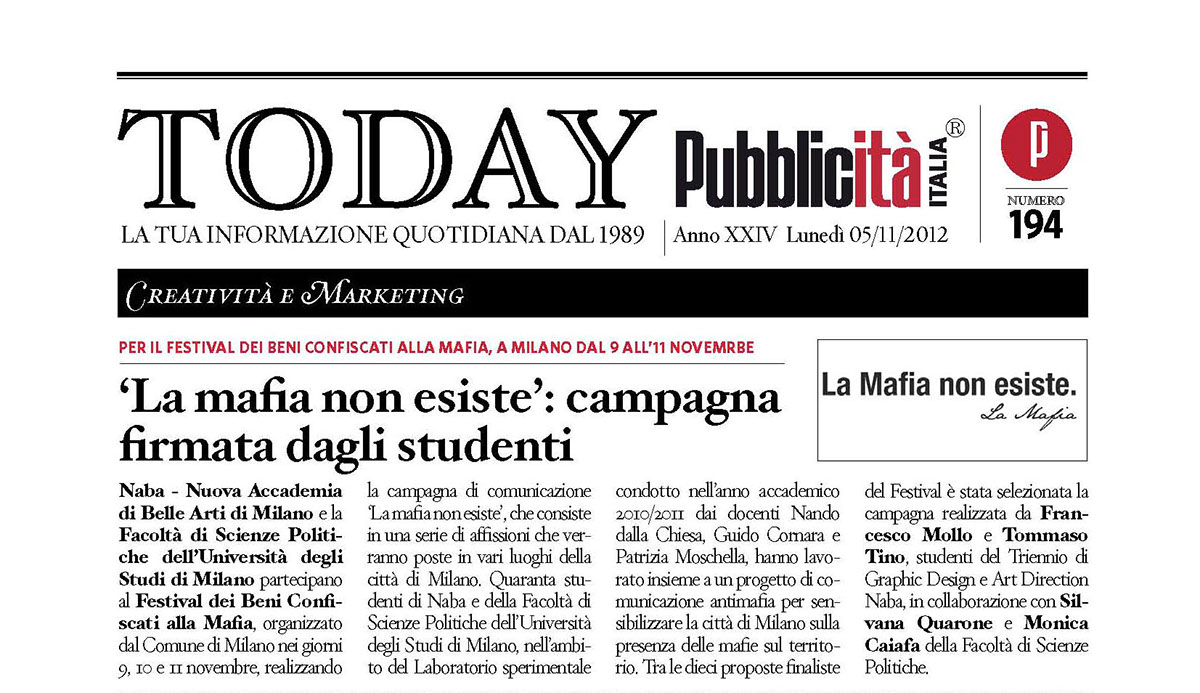
Festival beni confiscati alle mafie - Campagna realizzata da Tommaso Tino (Creativo) - Francesco Mollo (Pubbliche relazioni)

L'edizione 2013 è stata gestita dal Comune di Milano, tramite l'Assessorato a Politiche Sociali e Cultura della Salute, in collaborazione con ANBSC e Libera. associazioni, nomi, numeri contro le mafie. Hanno partecipato il sindaco Giuliano Pisapia, il sottosegretario ai Beni Culturali Ilaria Borletti Buitoni, l'assessore alle Politiche Sociali e Cultura della Salute Pierfrancesco Majorino, il presidente onorario di Libera Nando dalla Chiesa, il presidente della Commissione Antimafia del Comune di Milano David Gentili e la direttrice artistica Barbara Sorrentini.
L'edizione 2013 è stata dedicata a Lea Garofalo, e si è svolta in una trentina di immobili differenti nel comune di Milano, tutti confiscati, anche a testimonianza della pervasività della criminalità a reperire e costruire risorse sul territorio. Nell'occasione è stata anche instaurata una collaborazione con la città di Marsala che in contemporanea ha organizzato analoghe manifestazioni sul tema.

### 2014
L'edizione 2014, svoltasi dal 6 al 9 novembre, ha visto come tematica portante il rapporto di Milano con Expo 2015, oltre che la lotta alla criminalità organizzata e alla corruzione. Negli immobili utilizzati per gli eventi normalmente si svolgono attività sociali come Progetti di pensionato sociale e lavoro con cooperative che impiegano persone con disabilità, attività con adolescenti e prevenzione cyberbullismo, progetti educativi per famiglie e minori, accoglienza di famiglie, attività con adolescenti in difficoltà e varie altre.

### 2019
L'edizione del 2019 svoltasi dal 4 al 7 aprile, ha avuto la direzione artistica di Barbara Sorrentini la partecipazione di Maurizio Bracci e Nilla Zilli. Sono stati quattro giorni di mostre, spettacoli, presentazione di libri per far conoscere e sensibilizzare i cittadini su le mafie a Milano e in Lombardia. Inoltre ci sono state innumerevoli iniziative che hanno coinvolto i bambini delle scuole volte a diffondere la cultura della legalità.

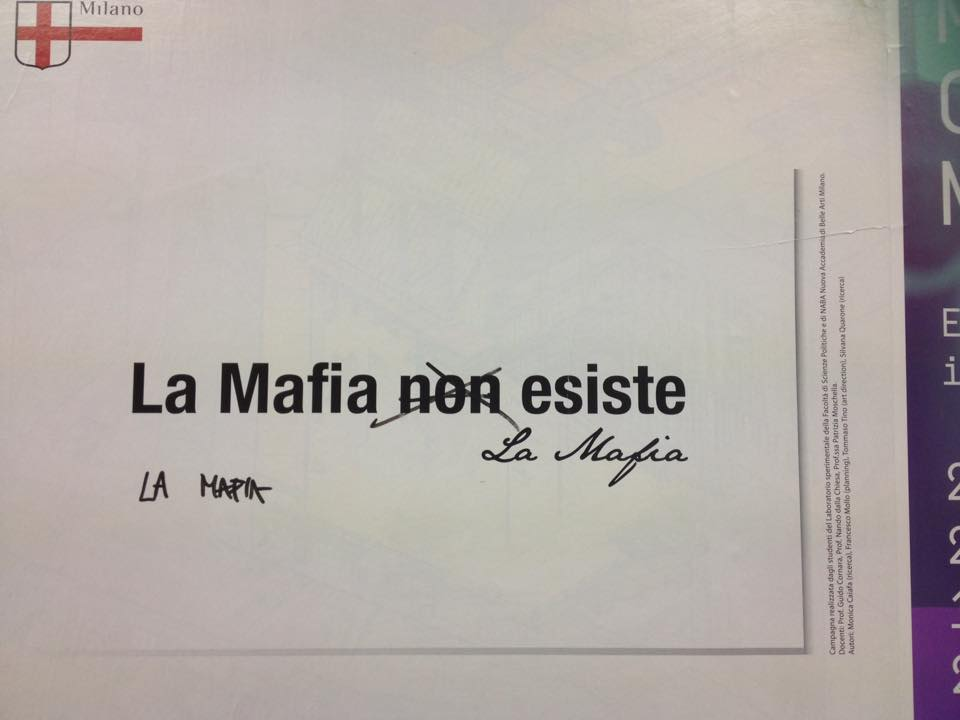
Manifesto danneggiato durante l'edizione del 2012